# Kurt Wölfflin
Kurt Wölfflin (eigentlich Kurt Wölflingseder; * 20. Februar 1934 in Wien; † 12. September 1998 in Salzburg) war ein österreichischer Schriftsteller.

## Leben und Werk
Kurt Wölfflin wurde 1934 in Wien geboren, wuchs in den Niederlanden und Österreich auf und maturierte in Salzburg. Der Hauptschullehrer war Mitglied der Katholischen Männerbewegung und des PEN-Club-Österreich. Er schrieb Gedichte, Kurzgeschichten, Theaterstücke und Romane – außerdem viele Kinder- und Jugendbücher. Nach dem Umzug von Thalgau-Egg (Land Salzburg) nach Anthering bei Salzburg/Stadt, Ende der 1960er Jahre, erschienen die ersten Kinderbücher. Zuerst noch in Zusammenarbeit mit seiner Frau Maria, später mit der gesamten achtköpfigen Familie.

## Weiteres
Die Sammlung koreanischer Märchen „Die Perle des Drachenkönigs“, (Styria-Verlag, 1973) entstand unter Mitarbeit des Koreamissionars Rudi Kranewitter (Soh Ki Ho).

## Preise
- 1969 und 1975 Österreichischer Staatspreis für Kinder- und Jugendliteratur
- 1982 Rauriser Förderungspreis
- 1998 Kinder- und Jugendbuchpreis des Landes Steiermark

## Bibliografie
- Hansl, der Schatzsucher, 1967
- Die kleine Prinzessin, 1967
- Die Prinzessin im Rosenstrauch 1968
- Der Riese in der Schule, 1969
- Tiere der Wildnis, 1969
- Wer fängt den Wollknäuel, 1969
- Miki, 1972
- Die Perle des Drachenkönigs, 1973
- Hanne und Andy, 1973
- Miki und die Seeräuber, 1973
- Das Glück hat zwei Gesichter, 1975
- Die Großen und die Kleinen, 1976
- Ich bin ich, 1976
- Das kleine Kinkerlitzchen, 1977
- Du hast einen Freund, 1978
- Oma gib Gas, 1978
- Ein Haus im Grünen, 1979
- Feriensafari, 1981
- Die Prinzessin auf dem Schneevogel, 1981
- Ein Tausender für Charlie, 1982
- Der Junge auf dem Baum, 1982
- Ein weißer Mercedes, 1983
- Ich glaube an das Leben, 1984
- Der Chef ist die Oma, 1986
- Der Turm, 1987
- Micha und Schwarzer Wolf, 1987
- Der Riese in der Stadt, 1988
- Die Rose des Erzbischofs, 1989
- Das Löwenzahnkamel, 1992
- Das Mädchen, der Fisch und die Vögel, 1999
- Die Nachtigall, 2004